# Terfenol-D
Terfenol-D là một loại hợp kim chứa các kim loại terbi, sắt và dysprosi với công thức phân tử (Tb0,3Dy0,7)1Fe1,9, được phát triển từ những năm 1950, là loại hợp kim có hệ số từ giảo lớn nhất ở nhiệt độ phòng từng được biết và được ứng dụng rộng rãi cho đến nay. Tên của Terfenol-D được đặt tên theo các kim loại Terbi, Fe, NOL là tên viết tắt nơi đã phát triển vật liệu (Naval Ordnance Laboratory, Hoa Kỳ) và D là từ kim loại Dysprosi.

## Cấu trúc và tính chất của Terfenol-D
Terfenol-D có cấu trúc lập phương với đối xứng kiểu MgCu2  với hằng số mạng khoảng 0,735 nm, có thể liệt kê một số thông số tính chất của Terfenol-D như sau :
| Thông số                | Độ lớn    |
| ----------------------- | --------- |
| Khối lượng riêng g/cm³  | 9,25      |
| Độ kéo giãn (MPa)       | 28,0      |
| Môđun đàn hồi (GPa)     | 18-55     |
| Môđun khối (GPa)        | 90        |
| Nhiệt độ nóng chảy (°C) | 1.240     |
| Điện trở suất (Ohm.cm)  | 0,0000600 |
| Độ từ thẩm              | 4,5-10,0  |
| Nhiệt độ Curie (oC)     | 357-380   |
| Hệ số từ giảo (10−6)    | 1500-2000 |

## Ứng dụng và các cải tiến
Terfel-D là một vật liệu từ giảo điển hình (có hệ số từ giảo ở nhiệt độ phòng cao nhất từng được tạo ra cho đến nay), được ứng dụng rộng rãi trong các ứng dụng chuyển đổi năng lượng cơ-từ như: trong các hệ thống định vị thủy âm và cảm biến của hải quân, trong thiết bị SoundBug (ứng dụng thương mại đầu tiên của nó) cũng như trong các thiết bị cơ-từ khác; hay các cảm biến đo gia tốc, cảm biến cơ đo dịch chuyển cơ học, các máy phát siêu âm - từ giảo, các linh kiện vi cơ trong các bộ vi cơ điện tử (MEMS). Hiện nay, Terfenol-D được sản xuất thành thương phẩm rộng rãi . Nếu được tạo ở dạng màng mỏng, Terfenol-D có thể đạt hệ số từ giảo tới 400.10−6.